# 森田の新春天気!!
『森田の新春天気!!』（もりたのしんしゅんてんき）は、TBSテレビの制作で2003年から2021年まで同局とJNN加盟局の一部で1月1日に放送されていた特別番組シリーズ。日本各地の初日の出の模様と正月三が日の気象情報を生放送で伝えていた番組で、正式な番組タイトルは年によって若干異なっていた。
テレビにおける森田正光（気象予報士）唯一の冠番組で、TBSテレビを初めとするJNN加盟局のアナウンサーや、TBSテレビ（地上波）・『TBSニュースバード』（現在の『TBS NEWS』）の気象キャスター（主にウェザーマップ所属の気象予報士）も出演していた。
本ページでは便宜上、2022年から1月1日の早朝に放送されている後継番組についても述べる。

## 概要
制作局のTBSテレビをはじめ、JNN加盟局から数局が、放送対象地域内からの生中継を通じて初日の出の模様をリレー方式で伝えることが特徴。リポーターには、中継担当局の（気象予報士資格の保有者を含む）アナウンサー・報道記者・報道カメラマンや、担当局の番組で気象キャスターを務める気象予報士を起用している。
進行に使用するTBSテレビ内のスタジオには、2005年から同局のアナウンサー（1名）、2020年から「AI森田さん」（森田をかたどったバーチャルキャラクター）も登場している。「AI森田さん」は、2020年のみアニメーションで表現。2021年からは、森田本人を160台のカメラで360度にわたって撮影した画像を基に、3Dモデルを作成していた。
TBS以外のJNN加盟局では、静岡放送がヘリコプターによる富士山頂上空からの中継を毎年担当。ただし、他の地点からの中継担当局は放送年によって異なる（詳細後述）。
ローカルセールス扱いの特別番組で、2006年まではネット局も少数（静岡放送・テレビ高知・あいテレビなど）に限られていた。他系列のように元旦に全国ネット向けの生放送による新春特別番組を編成しなくなったことを背景に、『JNNニュース』（2010年のタイトルは『THE NEWS』）を内包した2007年から、同時ネット局が徐々に増加。2014年以降は、『JNNニュース』を再び分離したことによって、単独番組としての編成に戻っている。ただし、一部の系列局では、自社制作によるローカル向け特別番組（主に地元の県知事または県庁所在地の市長の新春対談番組。中国放送は地元プロ野球球団の広島東洋カープ所属選手が出演する番組など）の放送を優先している。
放送当日（年内最初）の『JNNニュース』でも、当番組に内包していた時期から、当番組用の中継テロップを使用しながら当番組に準拠した初日の出リレー中継を放送（2010年は『THE NEWS』用のテロップフォーマットであったが、地上デジタル放送では一部の中継先で当番組用のサイドパネルが使われた）。全国向けの天気予報も、当番組のスタジオから伝えている（2016年までは日曜早朝分を担当していた元井美貴が出演）。
2022年には上記の制作体制を維持したまま、ネット局を一部変更したうえで『絶景!日本列島初日の出LIVE2022』（ぜっけい!にほんれっとうはつひのでライブ2022）にリニューアル。気象予報士として2017年・2018年・2021年の放送分に出演していた國本未華が、森田に代わってスタジオで気象解説を担当している。また、リニューアルを機にバーチャルセットを導入。日本各地における初日の出前後の様子が、多数のモニターを通じて一目で分かるように構成している。
2023年からは、日比麻音子（TBSテレビアナウンサー）が単独で司会を務めている。この年には、日比が一部の曜日にレギュラーで出演している『Nスタ』（土曜以外の曜日の夕方に編成されているJNN全国ニュースパート付きの報道・情報番組）新春スペシャルシリーズの第1弾として、『Nスタ特別編～開運!初日の出スペシャル』を6:30 - 7:30に編成。TBSテレビでの放送に加えて、他のJNN加盟27局中24局で同時ネットを実施した。なお、進行パートではTBS放送センターのNスタジオに設けている『Nスタ』のセットを使用したが、前年（2022年）まで同センター内のスタジオから登場していた気象予報士（國本）は生中継で出演。また、北海道放送・東北放送・南日本放送では放送を見送ったものの、放送対象地域内に常設している情報カメラから一部地点の映像を裏送り方式の生中継で提供していた。
2024年には、『開運!絶景!初日の出スペシャル』（かいうん!ぜっけい!はつひのでスペシャル）というタイトルで6:30 - 7:30に編成された。司会の日比は前年（2023年）の4月改編から基本として月・火・金曜日に『Nスタ』のメインキャスターを担当しているが、2024年の『初日の出スペシャル』は編成上「『Nスタ』がベースの特別番組」と扱われておらず、前年のネット局（24局）から毎日放送と長崎放送が離脱。また、番組史上初めて、気象予報士の出演が見送られた。
2025年は初日の出特別番組の製作・放送が見送られた。該当時間帯（6:30 - 7:20、一部地域を除く）は『黄金のワンスプーン!』の新春特別番組が放送された。

## 出演者

### 司会
- 森田正光

### 2004年以前の出演
- 藤森涼子、橋詰尚子、内海真希、神山織江
  - 2005年以降の出演者は後述（肩書はいずれも出演時点）。☆印を付けた人物はTBSアナウンサーで、JNNに加盟する他局のアナウンサーも、放送対象地域内からの生中継を実施する場合に若干名出演する。

## 2000年代

### 2005年
- タイトル：『森田の新春天気!!』
- 共演者：
  - 山田玲奈、森朗、真壁京子、高森いずみ、元井美貴、牧里江子、山本潤、小林豊☆、はれるん（気象庁マスコット）
- 放送内容：
  - 年始の天気予報、2005年の天気について
  - 鱈の特集 他
- 放送時間：5:00 - 5:50
- ネット局：TUF・SBC・SBS・MRO・CBC・BSS・ITV・KUTV

### 2006年
- タイトル：『森田の新春天気!2006』
- 共演者：
  - 根本美緒、森朗、小林豊☆、真壁京子、元井美貴、山本潤、牧里江子
- 放送内容
  - 年始の天気予報、2006年の天気について
  - サケの養殖特集 他
- 放送時間：5:00 - 5:50
- ネット局：HBC・TUF・SBC・SBS・CBC・BSS・tys・ITV・KUTV

### 2007年
- タイトル：『森田さんの新春天気 初日の出スペシャル』
- 共演者：
  - 林家いっ平（現・林家三平、スペシャルゲスト）、森朗、真壁京子、元井美貴、土屋晴乃、 山本潤、小林豊☆、川田亜子☆
- 放送内容：
  - 年始の天気予報、2007年の天気について
- 放送時間：5:00 - 7:15
- ネット局：HBC・TUY・TUF・UTY・BSN・SBC・SBS・TUT・MRO・CBC・BSS・RSK・tys・ITV・KUTV・OBS・MRT・RBC

※ 6:15 - 6:30 JNNニュース（この時間はJNN28局同時ネット、以下同）

### 2008年
- タイトル：『森田の新春天気08初日の出スペシャル!!』
- 共演者：
  - 林家いっ平（2年連続スペシャルゲスト）、根本美緒、森朗、小林豊☆、真壁京子、元井美貴、山本潤、土屋晴乃、出水麻衣☆、原田亜弥子（当時SBSアナウンサー）
- 放送内容：
  - 年始の天気予報、2008年の天気について
- 放送時間：5:00 - 7:15
- ネット局：HBC・TUY・TUF・UTY・BSN・SBC・SBS・TUT・MRO・CBC・BSS・RSK・ITV・KUTV・OBS・RBC

※ 6:15 - 6:30 JNNニュース

### 2009年
- タイトル：『森田さんの新春お天気 初日の出スペシャル』
- 共演者：
  - 根本美緒、真壁京子、元井美貴、弓木春奈、知念有美、増田雅昭、三ヶ尻知子、加藤シルビア☆、原田亜弥子（当時SBSアナウンサー）
- 放送内容：
  - 富士山頂ヘリ中継
  - 絶品グルメ気象の旅
  - お天気クイズ合戦 他
- 放送時間：5:00 - 7:15
- ネット局：HBC・TBC・TUY・TUF・UTY・BSN・SBC・SBS・TUT・MRO・CBC・tys・ITV・KUTV・OBS・MRT・RBC

※ 6:15 - 6:30 JNNニュース

## 2010年代

### 2010年
- タイトル：『森田さんの新春お天気 初日の出スペシャル』
- 共演者：
  - 森朗、真壁京子、増田雅昭、三ヶ尻知子、元井美貴、山本潤、弓木春奈、知念有美、西島まどか、高野貴裕☆、水野真裕美☆、柏木由紀（AKB48）、岡村仁美☆、原田亜弥子（当時SBSアナウンサー）、上條麻里奈（当時TUFアナウンサー）
- 放送内容：
  - 富士山ヘリ・福島沖海上生中継
  - おせち料理徹底解明クイズ
- 放送時間：5:00 - 7:15
- ネット局：
  - 全編ネット：HBC・TUY・TUF・BSN・SBC・SBS・TUT・MRO・CBC・tys・ITV・KUTV・OBS・MRT・RBC
  - 第1部（5:00 - 6:20）のみネット：UTY

※ 6:20 - 6:30 THE NEWS

### 2011年
- タイトル：『初日の出大賞〜森田さんの新春お天気スペシャル〜』
- 共演者：
  - 元井美貴、小林豊☆、佐藤渚☆
- 中継リポーター：
  - 西島まどか（神奈川県・湘南海岸）、蒼あんな・れいな（東京都台東区・浅草花やしき）、小林悠☆（東京都台東区・浅草ビューホテル）、出水麻衣☆（群馬県前橋市・群馬県庁）、原田亜弥子（当時SBSアナウンサー／静岡県静岡市から富士山周辺の上空）ほか
- 放送時間：6:00 - 7:15
- ネット局：HBC・IBC・TBC・TUY・TUF・UTY・SBC・SBS・TUT・MRO・CBC・BSS・RSK・tys・ITV・KUTV・RKB・MRT・RBC（いずれの局も全編ネット）

※ 6:20 - 6:30 JNN NEWS

### 2012年
- タイトル：『森田さんの初日の出大賞!!〜元気発信!生中継〜』
- 共演者：
  - 元井美貴、小林豊☆、江藤愛☆
- 中継リポーター：
  - 蒼あんな・れいな（東京都台東区・浅草寺）、田中みな実☆（東京都墨田区・東京スカイツリー）、古谷有美☆（群馬県前橋市・群馬県庁）、小林悠☆（宮城県気仙沼市・日門漁港）、原田亜弥子（当時SBSアナウンサー／静岡県静岡市から富士山周辺の上空）、近藤肇（HBCアナウンサー・気象予報士／北海道釧路市）、桜沢信司（愛知県田原市・伊良湖岬）、崎濱綾子（沖縄県那覇市・琉球放送スタジオ）
- 放送時間：6:00 - 7:15
- ネット局：HBC・IBC・TBC・TUY・TUF・UTY・SBC・SBS・TUT・CBC・BSS・RSK・tys・ITV・KUTV・RKB・RKK・MRT・MBC・RBC（いずれの局も全編ネット）

※ 6:20 - 6:30 JNN NEWS

### 2013年
- タイトル：『森田さんの初日の出大賞!〜元気発信!生放送!!〜』
- 共演者：
  - 元井美貴、小林豊☆、田中みな実☆
- 中継リポーター：
  - 三浦奈保子（東京都八王子市・高尾山）、古谷有美☆（群馬県前橋市・群馬県庁）、原田亜弥子（当時SBSアナウンサー／静岡県静岡市から富士山周辺の上空）、近藤肇（HBCアナウンサー・気象予報士／北海道えりも町・襟裳岬）、伊藤薫平（当時KUTVアナウンサー／高知県高知市・桂浜）
- 放送時間：6:00 - 7:15
- ネット局：TBS・HBC・IBC・TBC・TUY・TUF・UTY・SBS・SBC・TUT・MRO・CBC・BSS・RSK・tys・KUTV・ITV・RKB・RKK・MRT・MBC・RBC

※ 6:20 - 6:30 JNN NEWS

### 2014年
- タイトル：『森田さんの絶景!初日の出!!』
- 共演者：
  - 元井美貴、江藤愛☆
- 中継リポーター：
  - 小林豊☆（東京都墨田区・東京スカイツリー）、佐藤渚☆（群馬県前橋市・群馬県庁）、佐々木智之（JNN石巻支局兼三陸支局長／宮城県気仙沼市）、近藤肇（HBCアナウンサー・気象予報士／北海道釧路市）、原田亜弥子（当時SBSアナウンサー／静岡県静岡市から富士山周辺の上空）、小川健太（当時CBCアナウンサー／三重県伊勢市・伊勢神宮）、川島恵（MRTアナウンサー／宮崎県串間市・都井岬）
- 放送時間：6:15 - 7:15
- ネット局：TBS・HBC・IBC・TBC・TUY・TUF・UTY・SBS・SBC・TUT・MRO・CBC・BSS・RSK・RCC・tys・KUTV・ITV・RKB・OBS・MRT・MBC・RBC

※ JNN NEWSの内包はなくなる（6:00 - 6:15に移動）

### 2015年
- タイトル：『森田さんのニッポンの初日の出2015』
- 司会：
  - 駒田健吾☆、元井美貴
- 中継リポーター：
  - 小林豊☆（神奈川県横須賀市沿岸）、森田正光・佐藤渚☆（群馬県前橋市・群馬県庁）、佐々木智之（JNN石巻支局兼三陸支局長／宮城県気仙沼市）、近藤肇（HBCアナウンサー・気象予報士／北海道札幌市）、小嶋健太（当時SBSアナウンサー／富士山周辺の上空）、柳沢彩美（CBCアナウンサー／岐阜県白川村・白川郷）、藤本真未（当時MBCアナウンサー／鹿児島県鹿児島市・城山観光ホテル）
- 情報カメラ
  - 東京スカイツリー・隅田川・羽田空港・横浜市山下公園近辺・同八景島・神奈川県藤沢市江ノ島・千葉県銚子市（以上TBS）、北海道札幌市・釧路市・根室市・稚内市・函館市（以上HBC）、静岡県静岡市日本平（SBS）、石川県金沢市（MRO）、愛知県田原市伊良湖岬（CBC）、沖縄県那覇市（RBC）
- 放送時間：6:30 - 7:30

### 2016年
- タイトル：『森田さんのニッポンの初日の出2016』
- 司会：
  - 森朗、江藤愛☆、元井美貴
- 中継リポーター：
  - 小林豊☆（茨城県大洗町・大洗磯前神社）、森田正光・上村彩子☆（群馬県前橋市・群馬県庁）、近藤肇（HBCアナウンサー・気象予報士／北海道札幌市）、松原友希（IBCアナウンサー／岩手県大船渡市）、小嶋健太（当時SBSアナウンサー／富士山周辺の上空）、久長美奈子（当時OBSアナウンサー／大分県別府市・別府海浜砂場）
- 情報カメラ
  - 東京スカイツリー・隅田川・羽田空港・神奈川県小田原市（以上TBS）、北海道札幌市・釧路市・函館市（以上HBC）・愛知県田原市伊良湖岬（CBC）
- 放送時間：6:30 - 7:30

### 2017年
- タイトル：『森田さんのニッポンの初日の出2017』
- 司会：
  - 森田正光、國本未華、達淳一、多胡安那、長峰由紀☆
- 中継リポーター：
  - 小林豊☆（静岡県御殿場市・足柄サービスエリア）、宇内梨沙☆（群馬県前橋市・群馬県庁）、川島有貴（IBCアナウンサー／岩手県宮古市・三王岩）、原田亜弥子（当時SBSアナウンサー／富士山周辺の上空）、木村和也（RKKアナウンサー／熊本県熊本市本妙寺）、今林隆史[10]（RKB報道部記者・気象予報士／南極・昭和基地）
- 情報カメラ：
  - 神奈川県横浜市および小田原市（TBS）・北海道釧路市（HBC）・愛知県田原市伊良湖岬（CBC）
- 放送時間：6:30 - 7:30

### 2018年
- タイトル：『森田さんのニッポンの初日の出2018』
- 司会：
  - 森田正光、國本未華、河津真人、長峰由紀☆
- 中継リポーター：
  - 小林豊☆（埼玉県秩父市・三峯神社）、日比麻音子☆（群馬県前橋市・群馬県庁）、川島有貴（IBCアナウンサー／岩手県大船渡市・碁石海岸）、新城健太（SBSアナウンサー／富士山周辺の上空）、玉巻映美（MBSアナウンサー／大阪府吹田市・万博記念公園）、佐藤巧（RKBアナウンサー／福岡県福岡市上空）
- 情報カメラ
  - 隅田川・神奈川県横浜市（以上TBS）・北海道釧路市（HBC）・宮城県気仙沼市（TBC）・山梨県富士河口湖町（UTY）・静岡県静岡市清水区（SBS）・愛知県田原市伊良湖岬（CBC）・鹿児島県志布志市志布志湾（MBC）
- 放送時間：6:30 - 7:30

### 2019年
- タイトル：『これで見納め!森田さんの平成ニッポンの初日の出』
- 司会：
  - 森田正光、河津真人、奈良岡希実子、長峰由紀☆
- 中継リポーター：小林豊☆（神奈川県秦野市・塔ノ岳山頂）、宇内梨沙☆（群馬県前橋市・群馬県庁）、近藤肇（HBCアナウンサー・気象予報士／北海道厚真町・厚真神社）、新城健太（SBSアナウンサー／富士山周辺の上空）、辻沙穗里（MBSアナウンサー／大阪市住之江区・さきしまコスモタワー）
- 情報カメラ
  - 隅田川・神奈川県横浜市（以上TBS）・北海道釧路市（HBC）・宮城県気仙沼市（TBC）・島根県松江市（BSN）・熊本県熊本市（RKK）
- 放送時間：6:30 - 7:30

## 2020年代

### 2020年
- タイトル：『令和も見せます!森田さんのニッポンの初日の出』
- 司会：
  - 森田正光（一部のコーナーでは「AI森田さん」の声も担当）、河津真人、久保井朝美、長峰由紀☆
- 中継リポーター：達淳一（気象予報士／神奈川県箱根町・箱根ターンパイク）、日比麻音子☆（群馬県前橋市・群馬県庁）、新城健太（SBSアナウンサー／富士山周辺の上空）、清水麻椰（MBSアナウンサー／神戸市中央区・神戸ポートタワー）、京面龍太郎（KUTVアナウンサー／高知県室戸市・室戸ジオパーク）
- 情報カメラ
  - 隅田川・国立競技場（山野美容専門学校屋上）・父島（伊藤亜玲カメラマンによる空撮）・神奈川県横浜市（以上TBS）・北海道札幌市および釧路市（HBC）・宮城県気仙沼市（TBC）・熊本県熊本市（RKK）
- 放送時間：6:30 - 7:30

### 2021年
- タイトル：『森田さんと見る新しいニッポンの初日の出』
- 司会：
  - 森田正光（一部のコーナーでは「AI森田さん」の声も担当）、國本未華、長峰由紀☆
- 中継リポーター：達淳一（気象予報士／東京スカイツリー）、上村彩子☆（群馬県前橋市・群馬県庁）、渡部峻☆（神奈川県横須賀市・猿島沖へ出航した「第八正光丸」の船上）、山﨑加奈（SBSアナウンサー／富士山周辺の上空）、後生川凜（RKKアナウンサー／熊本市・本妙寺公園）
- 情報カメラ
  - 秋田港（IBC）、池上本門寺・記念艦「三笠」の特設カメラ（神奈川県横須賀市、以上TBS）、北海道小樽市・釧路市（以上HBC）、宮城県気仙沼市（TBC）、鳥取県米子市（BSS）、ヒルトン福岡シーホーク（RKB）
- 放送時間：6:30 - 7:30

### 2022年
- タイトル：『絶景!日本列島初日の出LIVE2022』
- 司会：
  - 駒田健吾☆、皆川玲奈☆[11]、國本未華[3]
- 中継リポーター：若林有子☆（群馬県前橋市・群馬県庁）、渡部峻☆（「絶景ハンター」と称して茨城県笠間市の採石場から出演）、達淳一（気象予報士）、山﨑加奈（SBSアナウンサー／富士山周辺の上空）
- 情報カメラ
  - 沖ノ島（千葉県館山市）・隅田川・羽田空港・横浜（以上TBS）
- 放送時間：6:30 - 7:30
- ネット局：HBC・IBC・TUY・TUF・UTY・SBC・SBS・TUT・CBC・MRO・BSS・RSK・tys・ITV・KUTV・RKB・OBS・RKK・RBC（いずれの局も全編ネット）

### 2023年
- タイトル：『Nスタ特別編〜開運！初日の出スペシャル』
- 司会：日比麻音子☆
- スタジオゲスト：SHOCK EYE（湘南乃風[12]、放送上の肩書は「開運ゲスト」）、柏木由紀（AKB48、放送上の肩書は「開運したいゲスト」）
  - SHOCK EYEは、日本各地の神社を年間100社のペースで参拝していることを背景に、番組で取り上げる「開運スポット」（以下◎）の解説と評価（放送上は「おすすめ度」として3段階で表示）も担当。
- 中継リポーター：國本未華（気象予報士、茨城県大洗町・大洗磯前神社◎）、渡部峻☆（茨城県ひたちなか市・ほしいも神社）、山形純菜☆（三重県伊勢市・二見興玉神社◎）、滝澤悠希（SBSアナウンサー／富士山周辺の上空）、渡辺敬大（OBSアナウンサー／大分県佐伯市・豊後二見ヶ浦）
  - 放送時点での『Nスタ』では、日比が月・火曜日、山形が木・金曜日、渡部が月曜日に「ニュースプレゼンター」としてレギュラー出演。気象予報士の國本が中継のリポートに回ったことから、前年（2022年）まで國本が担当していた全国の天気予報については、スタジオから日比が伝えていた。
  - 日比は放送の5日後（2023年1月6日）から、『Nスタ』金曜日の「総合司会」（メインキャスター）を兼務。同年3月27日からは、月・火曜日でも「ニュースプレゼンター」から「総合司会」に昇格している。
- 情報カメラ
  - 明治神宮◎・隅田川・羽田空港○・横浜・神奈川県藤沢市江ノ島（以上TBS）、北海道釧路市○（HBC）、秋田港○（IBC）[13]、宮城県気仙沼市○（TBC）、山梨県富士河口湖町○（UTY）、諏訪湖○（SBC）、富山市○（TUT）、愛知県田原市伊良湖岬○（CBC）、山口県下関市○（tys）、愛媛県松山市○（ITV）、福岡市○（RKB）、鹿児島市○（MBC）
    - ○の地点（全12地点）からの中継映像は、中継の画面をCGで描いた日本列島の地図（放送上の呼称は「バーチャル日本列島」）に組み込む格好で一斉に表示。HBC・TBC・MBCは非ネット局ながら、放送対象地域内の情報カメラから裏送り方式で中継していた。
    - SHOCK EYEは富士山本宮浅間大社（静岡県富士宮市）と飛瀧神社・那智の滝（和歌山県那智勝浦町）も「開運スポット」として解説していたが、いずれも映像を交えていない。
- 放送時間：6:30 - 7:30
- ネット局：ATV・IBC・TUY・TUF・UTY・SBC・SBS・TUT・CBC・MRO・MBS・BSS・RSK・RCC・tys・ITV・KUTV・RKB・OBS・NBC・RKK・mrt・RBC（いずれの局も全編ネット）

### 2024年
- タイトル：『開運!絶景!初日の出スペシャル』
- 司会：日比麻音子☆[14]
  - 本番後（1月1日の16:10頃）に能登半島地震が発生したことを受けて、16:15頃から急遽編成された『JNN報道特別番組』にも、『初日の出スペシャル』と同じスタジオ（TBS放送センター内のNスタジオ）から18:00以降4時間にわたって出演。
- ゲスト：シウマ、井上咲楽、中西茂樹（なすなかにし）
- 中継リポーター：近藤夏子☆（群馬県前橋市・群馬県庁）、井手春希（SBSアナウンサー／富士山周辺の上空）
  - 複数のネット局からの生中継を織り込んでいた過去のシリーズ番組と違って、シウマが「開運パワースポット」と称する八景島シーパラダイス（神奈川県横浜市）へ日比を案内したロケ（2023年12月中の収録）企画を中心に構成。
- VTRナレーター：大江戸よし々
- 放送時間：6:30 - 7:30
- ネット局：ATV・IBC・TUY・TUF・UTY・BSN・SBC・SBS・TUT・CBC・MRO・BSS・RSK・RCC・tys・ITV・KUTV・RKB・OBS・RKK・mrt・RBC（いずれの局も全編ネット）

## その他
- 2021年まで司会を務めていた森田は、この番組終了後『ニューイヤー駅伝』でスタート地点やコース上の気象条件等の解説のために前橋市まで移動していたが、2007年から放送時間が7:15までとなり移動が間に合わないことから、2010年まではそのままTBS放送センター内のCスタジオから出演。その後、2011年 - 2014年はレース中盤から現地に赴き、コース上の気象解説などを行った。放送時間が7:30までに変更された当初（2015年・2016年）は、事前に前橋市に出向いていたため、TBS放送センター内のスタジオでTBSテレビのアナウンサー（2015年は駒田→2016年は江藤）と元井が進行役を務めた。2017年以降は、『ニューイヤー駅伝』のテレビ中継でリポーターを務めるTBSの女性アナウンサーから1名（2017年・2019年は宇内、2018年・2020年は日比、2021年は上村、2022年は若林、2024年は近藤夏子）が、スタート地点（群馬県庁）から中継の告知を兼ねて初日の出のリポートを担当している。
  - 日比は2018年から2022年まで『ニューイヤー駅伝』中継へ出演していたが、2023年以降は中継へ登場せず、TBS放送センターのNスタジオ（通常は全国ネット向け生放送番組の『Nスタ』『ラヴィット!』『news23』などで使われるスタジオ）でこの番組の司会に専念している。
  - 2023年以降の生放送に際しては、スタジオパートに『Nスタ』向けのセットを流用している。ただし、同年の『Nスタ特別編』では、群馬県庁からの初日の出リポートを放送しなかった。

## スタッフ
Nスタ特別編〜開運！初日の出スペシャル(2023年1月1日放送分)
- 構成：江藤美明
- TM：宮崎慶太
- TD：早川征典
- CAM：水崎雄太
- VE：吉永明久
- 音声：石鍋邦広
- 照明：大村泰一
- 中継TD：本間明人、宮崎剛、松本勝美
- 美術プロデューサー：中村嘉邦
- 美術デザイナー：木村真梨子
- 美術ディレクター：五十川弘一
- 植木装飾：河村空
- メイク：竹山美由紀
- CG：TBS ACT、太田貴子、千葉友輔
- 情報カメラ：JNN27局
- 協力：CBC、OBS、SBS
- 天気予報：渡邊正太郎、益山美保
- デスク：田中佐苗
- TK：岡田豪
- 衣装協力：mont-bell、CAFE TABI
- 編成：福間寛子
- 選曲：矢崎裕行
- AP：山田麻紗子
- 中継ディレクター：長谷川真澄、近藤理子、北島菜津季、長嶋すみれ
- ディレクター：岡部隆、渡辺充、田中誠一、深瀬勇人、今井春香、飯泉雅子、吉澤駿、渡辺直華、松村楓、熊倉幸喜、茂木祐介
- 中継統括：末弘慎一
- 番組プロデューサー：松岡洋太、稲垣忠宏
- 制作プロデューサー：出原宏明
- 制作協力：TBS SPARKLE
- 制作：TBSテレビ報道局ウェザーセンター
- 製作著作：TBS